# 伊尔泽·布劳恩
伊尔泽·露特·布劳恩（Ilse Ruth Braun，1909年6月18日—1979年6月28日）是阿道夫·希特勒之妻爱娃·勃劳恩的姐姐。

## 生平
伊尔泽生在慕尼黑，是家中长女，其父弗里德里希·“弗里茨”·布劳恩（Friedrich "Fritz" Braun）是个教师，其母弗兰齐斯卡·“范妮”·克隆伯格（Franziska "Fanny" Kronberger）是个裁缝师。1945年4月29日，希特勒与爱娃结婚后，伊尔泽也就成了希特勒的妻姐。
伊尔泽未参与过政治。与两个妹妹爱娃、格蕾特·布劳恩不同，她没进入过希特勒的私人圈子，也不是希特勒在巴伐利亚的贝格霍夫别墅的常客，但她也的确在战争的最后逃到了贝格霍夫。伊尔泽喜爱跳舞，曾获得过一项全欧交谊舞（ballroom dancing）业余赛事的冠军。父亲于1964年过世后，伊尔泽回到上巴伐利亚鲁波尔丁的住宅与母亲一起生活。伊尔泽于1979年因癌症死于慕尼黑，之后就葬在慕尼黑，长眠于甥女爱娃·费格莱茵（格蕾特·布劳恩的女儿）的墓旁边。伊尔泽没有子女。